# 东梁街道
东梁街道，是中华人民共和国辽宁省阜新市海州区下辖的一个乡镇级行政单位。

## 行政区划
东梁街道下辖以下地区：
东兴社区、西盛社区、北山社区、向阳社区和革新社区。